# بعثة جارنج

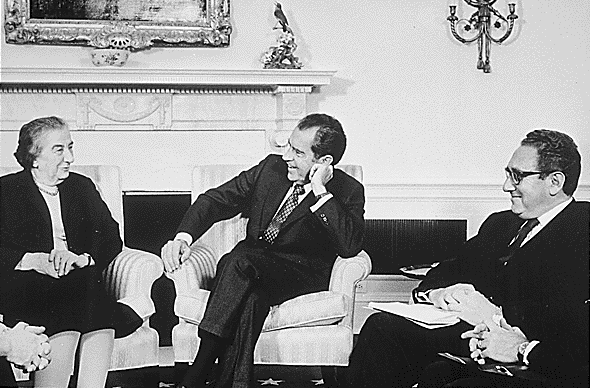

تشير بعثة جارنج إلى الجهود التي بذلها جونار جارنج للوصول إلى تسوية سلمية للصراع بين إسرائيل وجيرانها العرب عقب حرب الأيام الستة عام 1967. فقد عين الأمين العام للأمم المتحدة يو تانت جانج يوم 23 نوفمبر 1967 كمبعوث خاص بموجب مواد قرار مجلس الأمن التابع للأمم المتحدة رقم 242 ليتفاوض على تنفيذ القرار.
ثمنت حكومات إسرائيل ومصر والأردن ولبنان تعيين جارنج ووافقت على المشاركة في  وساطته الدبلوماسية المكوكية، رغم أنهم اختلفوا في تفسير عدد من النقاط الأساسية في القرار. اعترضت حكومة سوريا على بعثة جارنج على أساس أن تقوم إسرائيل بالانسحاب الكامل كشرط مسبق للمزيد من المفاوضات. وبعد أن رفضت سوريا هذه البعثة عام 1967، وافقت سوريا «بشروط» على القرار في شهر مارس من عام 1972.
لقد عرض تقرير جارنج على الملأ في الرابع من يناير من عام 1971. وفي الثامن من مارس، قام جارنج بتقديم خطته شديدة التفصيل إلى الحكومتين المصرية والإسرائيلية بهدف عقد اتفاقية سلام مصرية إسرائيلية، ووافقت مصر على تلك الاتفاقية في الخامس عشر من فبراير ولكن رفضتها إسرائيل، والتي قدمت بيانًا إلى الأمم المتحدة تقول فيه «لن تنسحب إسرائيل إلى حدود ما قبل يونيو 1967.» ولقد ذكر في بيان حكومي آخر «كشرط لقبول السلام، تعيد مصر إلى إسرائيل أراضيها السابقة بالمثل. وهذا ما لن تفعله إسرائيل.» 
استمرت المباحثات تحت إشراف جارنج حتى عام 1973 ولكنها لم تحقق أية نتائج. وبعد عام 1973 تم استبدال بعثة جارنج بمؤتمرات سلام ثنائية ومتعددة الأطراف.
ويبدو أن فشل جهود جارنج يرتبط بالاختلاف في تفسير قرار مجلس الأمن. وكانت إسرائيل تصر على أن يكون هدف أية جهود هو مفاوضات السلام المباشرة بين إسرائيل والدول العربية، ولكن لن يتم تقديم أية امتيازات بشأن الأراضي دون إقامة السلام الدائم. في حين أصرت الدول العربية والاتحاد السوفيتي على أنه لن يتم عقد محادثات مباشرة مع إسرائيل (مع الاحتفاظ بـ قرار الخرطوم) وأن الانسحاب هو شرط مسبق لأية محادثات أخرى.
كان جارنج وقت اختياره للقيام بهذه المهمة سفير السويد لدى الاتحاد السوفيتي ولقد حافظ على وظيفته كسفير أثناء هذه البعثة. ولقد أشار النقاد حينها أن على جارنج أن يدير حالة تعارض المصالح، فعليه أن يقوم بمهام وظيفته كسفير للسويد لدى الاتحاد السوفيتي بينما يحاول في الوقت نفسه أن يسهل المباحثات التي للاتحاد السوفيتي فيها مصالح خاصة.
تشير دراسة نشرت حديثًا أن جهود بعثة جارنج قد مهدت الطريق فعلاً أمام محادثات السلام في المستقبل، ولم تكن غير مهمة مثلما يشاع.

## كتابات أخرى
- Finkelstein, Norman G. (2003). Image and Reality of the Israel-Palestine Conflict (2nd edition). Verso. {{استشهاد بكتاب}}: الوسيط غير المعروف |الرقم المعياري= تم تجاهله يقترح استخدام |ردمك= (مساعدة)
- Mørk, Hulda Kjeang. "The Jarring Mission: A Study of the UN Peace Effort in the Middle East, 1967-1971". مؤرشف من الأصل (pdf) في 2020-09-11. اطلع عليه بتاريخ 2008-03-20.
- Touval, Saadia (1982). The Peace Brokers: Mediators in the Arab-Israeli Conflict, 1948-1979. Princeton University Press. {{استشهاد بكتاب}}: الوسيط غير المعروف |الرقم المعياري= تم تجاهله يقترح استخدام |ردمك= (مساعدة)
- Shlaim, Avi (2007). Lion of Jordan; The Life of King Hussein in War and Peace. Allen Lane. {{استشهاد بكتاب}}: الوسيط غير المعروف |الرقم المعياري= تم تجاهله يقترح استخدام |ردمك= (مساعدة)
- Reuven Pedatzur, “Seeds of Peace”, Ha'aretz Newspaper